# William Peter Blatty
William Peter Blatty, född 7 januari 1928 i New York, död 12 januari 2017 i Bethesda, Maryland, var en amerikansk författare, regissör och producent. Han är mest känd för sin roman Exorcisten som utgavs 1971, som även blev film år 1973 som han både skrev manus till och producerade. För detta vann han en Oscar för Bästa manus efter förlaga. Filmen gav också Blatty Golden Globe för bästa film.